# Василій (Златолинський)
Васи́лій (Златолинський) (нар. 12 листопада 1932, Ташкент, Узбекистан — 1 грудня 2022 Запоріжжя) — єпископ УПЦ МП, Архієпископ Запорізький та Мелітопольський у 1992—2009 роках.

## Біографія

### Юність
Борис Златолинський народився 12 листопада 1932 року в Ташкенті. Іменини — 13 березня.
Після закінчення школи навчався в Ташкентському політехнічному інституті, працював лаборантом в Інституті системного будівництва АН Узбекистану.

### Початок служіння
У вересні 1954 став студентом Московської духовної семінарії.
1956 висвячений у сан диякона.
Після закінчення МДА, у 1957, прийняв сан ієрея.
З 1957 по 1960  — настоятель Димитрівського храму в Таласі (Киргизстан). Потім служив у храмах Ташкентської і Середньоазійської єпархій.
Протягом 1960–1961 — настоятель Миколо-Єрмогенівського храму в Ташкенті.
1961–1970 — настоятель храму в Ашхабаді і благочинний Ашхабадського округу. Служив у храмах Ташкентської і Середньоазійської єпархій.
1972 — призначений настоятелем Свято-Покровського храму в Шахтах Ростовської області.
17 листопада 1975 — призначений настоятелем Свято-Катерининського храму у Феодосії (Кримська обл.).
13 лютого 1979 архієпископом Сімферопольським і Кримським Леонтієм Гудимовим пострижений у чернецтво з ім'ям Василь на честь святого Василя сповідника.
З жовтня 1981 по 1984 був настоятелем Микільського храму селища Кіровське (нині Обухівка) Дніпропетровської області.
У 1984–1985 — настоятель Георгіївського храму селища Петриківка Дніпропетровської області.
З 1985 — настоятель Свято-Покровського храму села Покровське Дніпропетровської області. Потім настоятель Свято-Покровського храму в Судаку (Кримська обл.), настоятель відновлюваного Свято-Успенського храму міста Старий Крим (Кримська обл.).
Також служив у Полтавській єпархії УПЦ МП.
1989 — призначений благочинним Старокримського округу.

### Архієрейське служіння
1 грудня 1990 у Володимирському кафедральному соборі Києва відбулося наречення. Хіротонія на єпископа Сімферопольського і Кримського відбулася 2 грудня 1990 (перша хіротонія після створення УПЦ МП).
З 20 червня 1992 року — єпископ Запорізький і Мелітопольський.
До Великодня 1997 року возведений у сан архієпископа.
У 2004 році Запорізький медичний університет присвоїв архієпископу Василю звання «почесний професор», а МВС України нагородило відзнакою.
Очолював єпархіальний місіонерський відділ, часто проводив диспути та бесіди з представниками різних конфесій і сект, вів кілька щотижневих програм на місцевому телебаченні і радіо.
14 квітня 2009 Священний Синод УПЦ МП, заслухавши рапорт архієпископа Василія про звільнення його від управління Запорізькою єпархією та відправлення на спокій за станом здоров'я, ухвалив рішення задовольнити його прохання і відправити на спокій, висловивши йому подяку за сумлінну працю. Місцем його перебування було визначене Запоріжжя, утримання архієпископа було покладене на Запорізьке єпархіальне управління..

## Нагороди

### Церковні
- 2002 — Орден преподобного Сергія Радонезького II ступеня;
- 2002 — Орден святого рівноапостольного великого князя Володимира
- 2007 — Орден преподобного Серафима Саровського II ступеня;

### Світські
- 1994 — Орден «За відродження козацтва»
- 1998 — Почесний знак «Хрест Війська Запорозького Низового» 2-го ступеня
- 2002 — Орден «За заслуги» III ступеня (Україна) [2]
- медаль губернатора Запорізької області «За розвиток Запорізького краю».

## Праці
- Православ'я, єретики, чорна магія. — Запоріжжя, 1994;
- Православ'я: чому воно вчить? — Запоріжжя, 1994;
- Короткий посібник з сектознавства (совм. З ін. Авт.). — Запоріжжя, 1998;

Проповіді. — Запоріжжя, 2000..

### Інтерв'ю
- Архиепископ Запорожский и Мелитопольский ВАСИЛИЙ. «Бояться високосного года — предрассудок. С верой в Господа нашего все будет хорошо!»
- Архиепископ Запорожский и Мелитопольский ВАСИЛИЙ. «Наполняйте сердце свое радостью!»
- Архиепископ Запорожский ВАСИЛИЙ. «Кто знает Православие, тот не уходит в ересь»